# العلاقات الفيتنامية اللبنانية
العلاقات الفيتنامية اللبنانية هي العلاقات الثنائية التي تجمع بين فيتنام ولبنان.

## مقارنة بين البلدين
هذه مقارنة عامة ومرجعية للدولتين:
| وجه المقارنة                                              | فيتنام           | لبنان                                                                |
| --------------------------------------------------------- | ---------------- | -------------------------------------------------------------------- |
| المساحة (كم2)                                             | 331.69 ألف       | 10.45 ألف                                                            |
| عدد السكان (نسمة)                                         | 94.66 مليون      | 6.10 مليون                                                           |
| الكثافة السكانية (ن./كم²)                                 | 285.39           | 583.73                                                               |
| العاصمة                                                   | هانوي            | بيروت                                                                |
| اللغة الرسمية                                             | اللغة الفيتنامية | اللغة العربية، لغة فرنسية                                            |
| العملة                                                    | دونغ فيتنامي     | ليرة لبنانية                                                         |
| الناتج المحلي الإجمالي (بليون دولار)                      | 234.19 مليار     | 51.84 مليار                                                          |
| الناتج المحلي الإجمالي (تعادل القوة الشرائية) بليون دولار | 553.42 مليار     | 81.54 مليار                                                          |
| الناتج المحلي الإجمالي الاسمي للفرد دولار أمريكي          | 2.48 ألف         | 8.05 ألف                                                             |
| الناتج المحلي الإجمالي للفرد دولار أمريكي                 | 5.63 ألف         | 17.46 ألف                                                            |
| مؤشر التنمية البشرية                                      | 0.666            | 0.769                                                                |
| رمز المكالمات الدولي                                      | +84              | +961                                                                 |
| رمز الإنترنت                                              | .vn              | .lb                                                                  |
| المنطقة الزمنية                                           | ت ع م+07:00      | ت ع م+02:00، ت ع م+03:00، توقيت شرق أوروبا، توقيت شرق أوروبا الصيفي ‏ |

## منظمات دولية مشتركة
يشترك البلدان في عضوية مجموعة من المنظمات الدولية، منها:
| علم المنظمة | اسم المنظمة                        | تاريخ انضمام فيتنام | تاريخ انضمام لبنان |
| ----------- | ---------------------------------- | ------------------- | ------------------ |
|             | مؤسسة التنمية الدولية              | 24 سبتمبر 1960      | 10 أبريل 1962      |
|             | يونسكو                             | 6 يوليو 1951        | 4 نوفمبر 1946      |
|             | وكالة ضمان الاستثمار متعدد الأطراف | 5 أكتوبر 1994       | 19 أكتوبر 1994     |
|             | الأمم المتحدة                      | 20 سبتمبر 1977      | 24 أكتوبر 1945     |
|             | الاتحاد البريدي العالمي            | ?                   | ?                  |
|             | البنك الدولي للإنشاء والتعمير      | 21 سبتمبر 1956      | 14 أبريل 1947      |
|             | الاتحاد الدولي للاتصالات           | 24 سبتمبر 1951      | 12 يناير 1924      |
|             | منظمة حظر الأسلحة الكيميائية       | ?                   | ?                  |
|             | مؤسسة التمويل الدولية              | 4 أغسطس 1967        | 28 ديسمبر 1956     |
|             | منظمة الشرطة الجنائية الدولية      | ?                   | ?                  |

## وصلات خارجية
- موقع وزارة الخارجية الفيتنامية